# Kazimiera Iłłakowiczówna
Kazimiera Iłłakowiczówna (6. srpna 1892 Vilnius – 16. února 1983 Poznaň), byla polská básnířka, prozaička, dramatička a překladatelka.

## Život
Byla nemanželskou dcerou Barbary Iłłakowiczówny a Klemense Zana (syna Tomasze Zana „Promienisty“, blízkého přítele Adama Mickiewicze). V raném věku osiřela a byla vychovávána příbuznými. Ujala se jí Zofia Buyno rozená Plater-Zyberki, která se stala jakousi adoptivní matkou básnířky.
Poslední ročníky střední školy absolvovala v internatní škole ve Varšavě. Maturovala v Petrohradě. Na přelomu let 1908 a 1909 studovala na Oxfordské univerzitě a v letech 1910 až 1914 na Jagellonské univerzitě (účastnila se studentské stávky). V letech 1915–1917 sloužila jako ošetřovatelka v ruské armádě u polské jednotky (6. hygienického oddělení Všeruského zemského svazu). Byla oceněna zlatou a stříbrnou medailí sv. Jiří, Od 15. listopadu 1918 pracovala na polském ministerstvu zahraničních věcí. v letech 1926–1935 byla osobní sekretářkou Józefa Piłsudského a po jeho smrti opět působila na ministerstvu zahraničních věcí. V roce 1938 byla poradkyní politického oddělení v kabinetu ministra zahraničních věcí. V letech 1936–1938 cestovala po Evropě a přednášela o maršálu Piłsudském. V meziválečném období byly její práce publikovány. V roce 1939 se evakuovala do Rumunska (Kluže), kde strávila válku. V roce 1947 se vrátila do Polska a žila v Poznani, kde zemřela v roce 1983.
V meziválečném období byla jednou z nejvýraznějších postav varšavského literárního života.. V raném mládí ji fascinovalo feministické hnutí. Vždy byla hluboce věřící a cítila silné pouto s křesťanskou spiritualitou.Kazimiera Iłłakowiczówna měla široký okruh přátel, včetně Stanisława Ignace Witkiewicze, Juliana Tuwima a Marie Dąbrowské. Po válce se usadila v Poznani, překládala evropskou literaturu, učila angličtinu a pozorně sledovala politický život (po poznaňských incidentech v červnu 1956, když demonstrující dělníci zemřeli v krvavých střetech, napsala báseň Rozstrzelano moje serce w Poznaniu.V posledních letech svého života, po neúspěšné operaci zeleného zákalu, byla slepá. Žila sama ve velmi skromných podmínkách. Nikdy se nevdala. Byla pohřbena na hřbitově Powązki ve Varšavě.
Ulice, pojmenované po ní, jsou mj. v Čenstochové, Katovicích, Koninu, Lodži, Ostrówě Wielkopolskim, Poznani, Štětíně a Vratislavi.

## Dílo

### Básně
- Anioły
- Antygono patronko sióstr (1947 r.)
- Bądźcie wy ze mną
- Bezlitosna pamięć
- Białość
- Boga żywego z piersi ziemi zastygłej
- Co się musi stać
- Czarownica
- Ćma
- Do Litwy
- Do Matki Boskiej Ukrytej
- Do Wilna
- Duch i ciało
- Dziewczynka
- Inna jesień
- Jak lampka
- Jak przechować miłość
- Jaskry
- Jesienny żart
- Jesień
- Jest w Poznaniu
- Kain i Abel
- Licho
- Liście
- Liście klonowe
- Mieszkanie
- Miłość
- Modlitwa w tłoku
- Modlitwa za wichry
- Nieświęta męka
- Nieznane
- Nowe
- Oczekiwanie
- O jesieni
- Obrona
- Oczekiwanie
- Opowieść małżonki świętego Aleksego
- Opuszczenie
- Osobny pokój
- Pajęczyna
- Pejzaż
- Połów
- Powrót
- Przed zaśnięciem
- Pusty wiersz
- Rozstanie
- Rzeka
- Sam na sam
- Sen
- Szeptem
- Urocznica
- W korytarzu
- Wrzosy
- Z pastorałki
- Zła wróżba
- Zostanie

### Sbírky básní
V její tgvorbě úspěších zaujímaly důležité místo:
- Dětská říkadla, polsky Rymy dziecięce (1923) - v podstatě básně pro děti, ale také vizualizace dětství jako duchovní kategorie zaměřené na dospělé
- sbírka básní Věštecké obrazy jmen, polsky Obrazy imion wróżebne (1926) - poetické zábavné i psychologické portréty
- sbírka básní Czarodziejskie zwierciadelka (1929) - 50 věštění ve verších (druhá část Obrazy věšteckých jmen, polsky Obrazów imion wróżebnych)

Publikovala také mj. sbírky básní:
- Ikarowe loty (1911)
- Trzy struny (1917)
- Śmierć Feniksa (1922)
- Rymy dziecięce (1923)
- Połów (1926)
- Obrazy imion wróżebne (1926)[pozn. 1]
- Płaczący ptak (1927)
- Z głębi serca (1928)
- Popiół i perły (1930)
- Słowik litewski (1936)
- Wiersze o Marszałku Piłsudskim 1912–1935 (1936)
- Wiersze bezlistne (1942)
- Lekkomyślne serce (1959)
- Wiersze dziecięce (1959)
- Szeptem (1966)[pozn. 2]
- Ta jedna nić. Wiersze religijne (1967)
- Liście i posągi (1968)
- Odejście w tło (1976)